# Route nationale 73
Die Route nationale 73, kurz N 73 oder RN 73, war eine französische Nationalstraße.

## Geschichte
Die Straße verlief in den Jahren von 1824 bis 1973 zwischen Moulins und der N19 westlich von Hésingue. Sie geht auf die Route impériale 91 zurück. Der Straßenverlauf wurde durch die Schweiz in zwei Hälften gespalten. Die Gesamtlänge betrug 368,5 Kilometer. 1973 wurde die Nationalstraße bis auf das Stück La Villeneuve – Besançon herabgestuft; außerdem übernahm sie in diesem Jahr die N83bis, sodass ihre Trasse bis 2006 zwischen Chalon-sur-Saône und Besançon lag:
- N 83bis Chalon-sur-Saône – La Villeneuve
- N 73 La Villeneuve – Besançon

1973 wurden die Abschnitte von Moulins bis Chevagnes und von Luzy bis Autun von den Nationalstraßen 79 bzw. 81 übernommen. Weiterhin wurde der Abschnitt der N 73 zwischen Besançon und Clerval, der die Nationalstraße 83 unterbrach, dieser zugeschlagen. 2006 erfolgte die komplette Herabstufung der N 73.